# Carl Peter Vaernet
Carl Peter Vaernet, nato Carl Peter Jensen (Copenaghen, 28 aprile 1893 – Buenos Aires, 25 novembre 1965), è stato un medico danese, appartenente alle SS, che prestò servizio nel campo di concentramento di Buchenwald.
Vaernet effettuò esperimenti medici, utilizzando come cavie umane gli internati omosessuali del campo, sulla possibile cura dell'omosessualità utilizzando composti di ormoni sintetici, sperando che essi potessero modificare l'orientamento sessuale dei "pazienti": tra i sottoposti al trattamento, almeno 13 morirono nelle settimane immediatamente successive.

## Biografia

### Primi anni
Carl Peter Vaernet nacque con il nome di Carl Peter Jensen da una ricca famiglia di commercianti di cavalli. Nell'agosto 1920 Vaernet sposò Edith Frida Hamershoj dalla quale ebbe tre figli, il primo dei quali Kjeld Vaernet, nel novembre dello stesso anno. Nel dicembre 1921 cambiò il proprio cognome da Jensen, molto comune in Danimarca, in Vaernet. Nel 1923 Vaernet si laureò in medicina insieme a Fritz Clausen, più tardi a capo del Partito Nazionalsocialista del Lavoro di Danimarca.
Dopo la laurea Vaernet abbandonò la famiglia e si trasferì in Germania dove sposò Gurli Marie (1902-1955), dalla quale ebbe altri tre figli. In questo periodo si specializzò in endocrinologia e conobbe Knud Sand, un sostenitore della castrazione degli omosessuali in Danimarca, prima che nel 1930 lo stato danese la legalizzasse. Nel 1932 Vaernet iniziò i suoi esperimenti endocrinologici utilizzando come cavie gatti; il suo collega/rivale Sand, invece, operò una sperimentazione parallela su galline partendo dal presupposto che l'omosessualità avrebbe potuto essere guarita attraverso il trapianto di testicoli sani su "soggetti" ammalati (cosa che oggi sappiamo essere impossibile per il fenomeno del rigetto). Tra il 1932 ed il 1934 Vaernet, dopo aver lavorato in due ospedali di Copenaghen tornò in Germania e successivamente a Parigi per proseguire gli studi e specializzarsi nei trattamenti ad ultrasuoni.
Nel 1939, rientrato in Danimarca, Vaernet riprese gli esperimenti e le ricerche sul testosterone: nel 1941 un giornale danese asserì che le galline utilizzate per gli esperimenti cantavano come galli.
Negli anni immediatamente precedenti il secondo conflitto mondiale la fama di Vaernet in Danimarca raggiunse l'apice, rendendolo uno dei medici più importanti del paese. Allo scoppio del conflittò la sua popolarità calò drasticamente a causa dei buoni rapporti con il simpatizzante nazista Fritz Clausen e con il Reichsbevollmaechtige (plenipotenziario del Reich tedesco) Werner Best, che raccomandò caldamente Vaernet alle autorità naziste del proprio paese. Lo stesso fratello di Carl, Aage Vaernet entrò a far parte del partito nazista danese (DNSAP).

### Contratto con la  Deutsche Heilmittel GmbH
Nel 1942 Vaernet impiantò testosterone su un insegnante gay con un "buon risultato", consistente nel fatto che l'insegnante si sposò. Per il rilascio degli ormoni egli aveva studiato un tubo metallico con un'estremità aperta da impiantare sottopelle all'inguine del paziente ed in grado di rilasciarli per uno o due anni (a seconda del modello). Convinto che sarebbe stato quindi possibile curare il deficit di testosterone negli omosessuali, causa, secondo Vaernet, del loro orientamento sessuale egli decise di brevettare la sua "invenzione", prima in Danimarca (1943) e successivamente in Germania. Probabilmente a causa della mediazione di Best egli vendette la sua clinica alle forze di occupazione tedesche che avevano invaso la Danimarca nel maggio 1940. La clinica venne sabotata dal movimento di resistenza danese nel 1944.
Interessato alle ricerche di Vaernet, il comandante delle SS, Heinrich Himmler, gli propose un contratto di lavoro con la  Deutsche Heilmittel GmbH, azienda proprietà delle SS che si occupava di ricerca medica. Il 15 novembre 1943 Vaernet firmò il contratto alla presenza del comandante della Gestapo, Ernst Kaltenbrunner e del comandante del servizio medico delle SS, Ernst-Robert Grawitz. Il contratto prevedeva uno stipendio mensile di 1.500 Reichsmark; eventuali nuovi brevetti frutto delle ricerche di Vaernet sarebbero stati intestati a suo nome, ma il contratto stabiliva una licenza di utilizzo esclusivo per 15 anni da parte della  Deutsche Heilmittel.

Questa postilla al contratto indica chiaramente quale fosse l'intenzione di Himmler, notoriamente omofobo, di trovare una "soluzione finale" anche per il problema degli omosessuali.

### Gli esperimenti nel campo di Buchenwald
Vaernet, nel dicembre 1943, venne promosso SS-Sturmbannführer (maggiore) e si trasferì a Praga il 26 febbraio 1944, insediandosi in un lussuoso palazzo precedentemente appartenuto ad una famiglia ebrea insieme alla famiglia. Tra il giugno ed il dicembre 1944 Vaernet effettuò diversi sopralluoghi a Buchenwald per selezionare ed effettuare i suoi esperimenti su internati omosessuali. Collaboratori di Vaernet furono il comandante medico del campo di Buchenwald SS-Hauptsturmführer (capitano) Gerhard Schiedlausky (impiccato nel 1947) e
il dottor Erwin Ding-Schuler, suicidatosi dopo la cattura nel 1945, che nello stesso periodo compiva "esperimenti" sul tifo petecchiale che provocarono la morte di circa 200 internati.
In un memorandum del 29 luglio 1944 Schiedlausky riportò una visita effettuata da Vaernet al campo (il 26 luglio dello stesso anno) durante la quale:
(memorandum di Schiedlausky, testo completo in inglese)
Gli esperimenti, l'inizio dei quali era preventivato nell'agosto 1944, vennero posticipati di alcune settimane a causa di un bombardamento aereo che interessò l'area del campo. Una prima serie venne effettuata il 13 settembre 1944 ed una seconda l'8 dicembre 1944. La rivista Studenternes efterretningstjeneste riporta un totale di 30-40 internati coinvolti nella "ricerca": non tutti omosessuali, vennero coinvolti anche alcuni criminali comuni. Rimangono tracce sicure di 17 interventi che consistettero nell'impianto sottopelle di una speciale "ghiandola artificiale" brevettata da Vaernet, con differenze nei diversi dosaggi di testosterone impiegati sui diversi soggetti. Quasi tutti (almeno 13, forse 15) morirono nelle settimane successive l'intervento.
Una lunga lettera inviata il 30 ottobre 1944 da Vaernet al comandante del servizio medico delle SS Grawitz riporta, tra l'altro:
La settimana precedente, riferendosi al prigioniero Bernhard Steinhoff (numero di internamento 21.686), un teologo gay cinquantacinquenne, Vaernet scriveva:
Di questo primo gruppo, due internati morirono in seguito a complicazioni post-operatorie, mentre si salvò Helmut Corsini, che visse a lungo con la "speciale ghiandola sessuale" maschile, ma che non rinnegò mai la sua omosessualità.
L'8 dicembre 1944 vennero compiuti esperimenti su altri 13 internati; nei documenti rimasti è riportato il nome di 7 di essi: Reinhold, Schmith, Ledetzky, Boeck, Henze (morto), Köster and Parth. Anche in questo caso molti morirono successivamente di complicazioni post-operatorie.
Carl Vaernet nel suo rapporto finale ad Himmler del 10 febbraio 1945 relativo alle sue teorie ormonali non fece il minimo accenno agli esperimenti di Buchenwald. Questo particolare ci suggerisce che gli esperimenti fossero ritenuti - anche da lui - un fallimento o almeno non abbastanza credibili da meritare menzione.

### La fuga in Argentina
Nel marzo 1945 Vaernet rientrò in Danimarca. Il 5 maggio 1945, alla liberazione del paese da parte delle forze alleate, egli venne internato nel campo per prigionieri di Alsgade Skole nei pressi di Copenaghen. Diversi danesi, ex-prigionieri nel campo di Buchenwald, lo riconobbero ed il capo della missione militare britannica nel campo di Alsgade Skole, maggiore Hemingway, affermò che «indubbiamente [Vaernet] verrà giudicato come criminale di guerra».
Nonostante questo, durante la prigionia, Vaernet riuscì ad interessare le autorità danesi e britanniche alle sue teorie ormonali di cura dell'omosessualità. Sembra che in questo periodo, seppur recluso,  egli abbia preso contatti con la compagnia farmaceutica anglo-americana Parke, Davis & Comp. Ltd., London & Detroit e con il colosso chimico statunitense DuPont interessate all'acquisto dei suoi brevetti.
Nel novembre 1945 venne liberato dal campo di prigionia a causa delle presunte precarie condizioni di salute ed ottenne dalle autorità danesi un salvacondotto per andare a curarsi in Svezia, dalla quale egli fece perdere le sue tracce fuggendo in Argentina. Il 19 novembre 1947 il giornale danese Berlingske Tidende riprodusse la lettera inviata da un emigrante danese che asseriva che Vaernet lavorava a Buenos Aires presso il Ministero della sanità.
Negli anni successivi Vaernet - che aveva cambiato il nome di Karl in Carlos, lasciando inalterato il cognome - aprì a Buenos Aires, in Calle Uriarte 2251, uno studio medico pur continuando a collaborare con le autorità argentine in progetti relativi alla cura dell'omosessualità. Il neurochirurgo Kjeld Vaernet, figlio di Karl, collaborò negli anni cinquanta con Walter Freeman ad una serie di cure ormonali per la cura dell'omosessualità (circa 4.000 pazienti trattati) e successivamente studiò la possibilità di lobotomizzazione degli omosessuali.
Vaernet morì, impunito, il 25 novembre 1965 a causa di una imprecisata malattia febbrile, nonostante le autorità danesi ed alleate fossero perfettamente al corrente sia degli esperimenti criminali che aveva condotto durante la guerra, sia della sua residenza argentina.